# Warren Truss
Warren Truss (ur. 8 października 1948 w Kingaroy) – australijski polityk, na szczeblu federalnym będący członkiem Narodowej Partii Australii (NPA), a na szczeblu stanowym Liberal National Party of Queensland (LNP). W latach 1990–2016 członek Izby Reprezentantów, od 2007 do 2016 federalny lider NPA, zaś od 18 września 2013 do 18 lutego 2016 wicepremier Australii.

## Życiorys

### Wczesna kariera polityczna
Przed rozpoczęciem kariery politycznej Truss był farmerem w południowej-wschodniej części stanu Queensland, skąd pochodzi. W latach 1976–1990 był radnym hrabstwa Kingaroy, w tym w latach 1983-1990 jako przewodniczący rady. W 1988 po raz pierwszy kandydował do parlamentu federalnego, ostatecznie udało mu się tam dostać za drugim podejściem, w 1990 roku, w okręgu wyborczym Wide Bay. Do 2007 startował w kolejnych wyborach w barwach NPA. W 2008 w Queensland doszło do fuzji stanowych struktur NPA i Liberalnej Partii Australii (LPA), które razem utworzyły LNP. Od tego czasu formalnie Truss jest kandydatem LNP, ale w samym parlamencie federalnym należy nadal do frakcji NPA (zgodnie z zasadami LNP, która nigdy nie tworzy osobnej federalnej frakcji parlamentarnej). 

### W rządzie i w opozycji
Truss po raz pierwszy wszedł do szerokiego składu rządu w 1997, kiedy został zastępcą przewodniczącego Izby Reprezentantów oraz ministrem ceł i spraw konsumenckich. Następnie w latach 1998-1999 był ministrem lokalnych służb społecznych (''community services''). W 1999 został awansowany do gabinetu na stanowisko ministra rolnictwa, rybołówstwa i leśnictwa, które pełnił do 2005 roku. W 2005 został zastępcą lidera NPA i zarazem ministrem transportu i służb regionalnych. W 2006 przeszedł na stanowisko ministra handlu.  
Po przejściu koalicji LPA-NPA do opozycji po wyborach w 2007, w obu partiach doszło do zmiany przywództwa. Truss został wybrany nowym liderem federalnym NPA, co automatycznie oznaczało wysokie stanowiska w gabinetach cieni kolejnych liderów LPA. W 2013 Koalicja powróciła do władzy. Jak zawsze w takiej sytuacji, nowym premierem został lider LPA, którym był wówczas Tony Abbott, zaś Truss jako lider mniejszej partii koalicyjnej otrzymał stanowisko wicepremiera. Oprócz tego został też ministrem infrastruktury i rozwoju regionalnego. Zachował stanowisko wicepremiera również w gabinecie Malcolma Turnbulla.   
11 lutego 2016 Truss ogłosił, iż zamierza przejść na polityczną emeryturę wraz z końcem bieżącej kadencji parlamentarnej. Złożył ze skutkiem natychmiastowym dymisję ze stanowisk wicepremiera i federalnego lidera NPA, na których zastąpił go Barnaby Joyce, zaś w lipcu 2016 wygasł jego mandat poselski.    